# Siedersburg

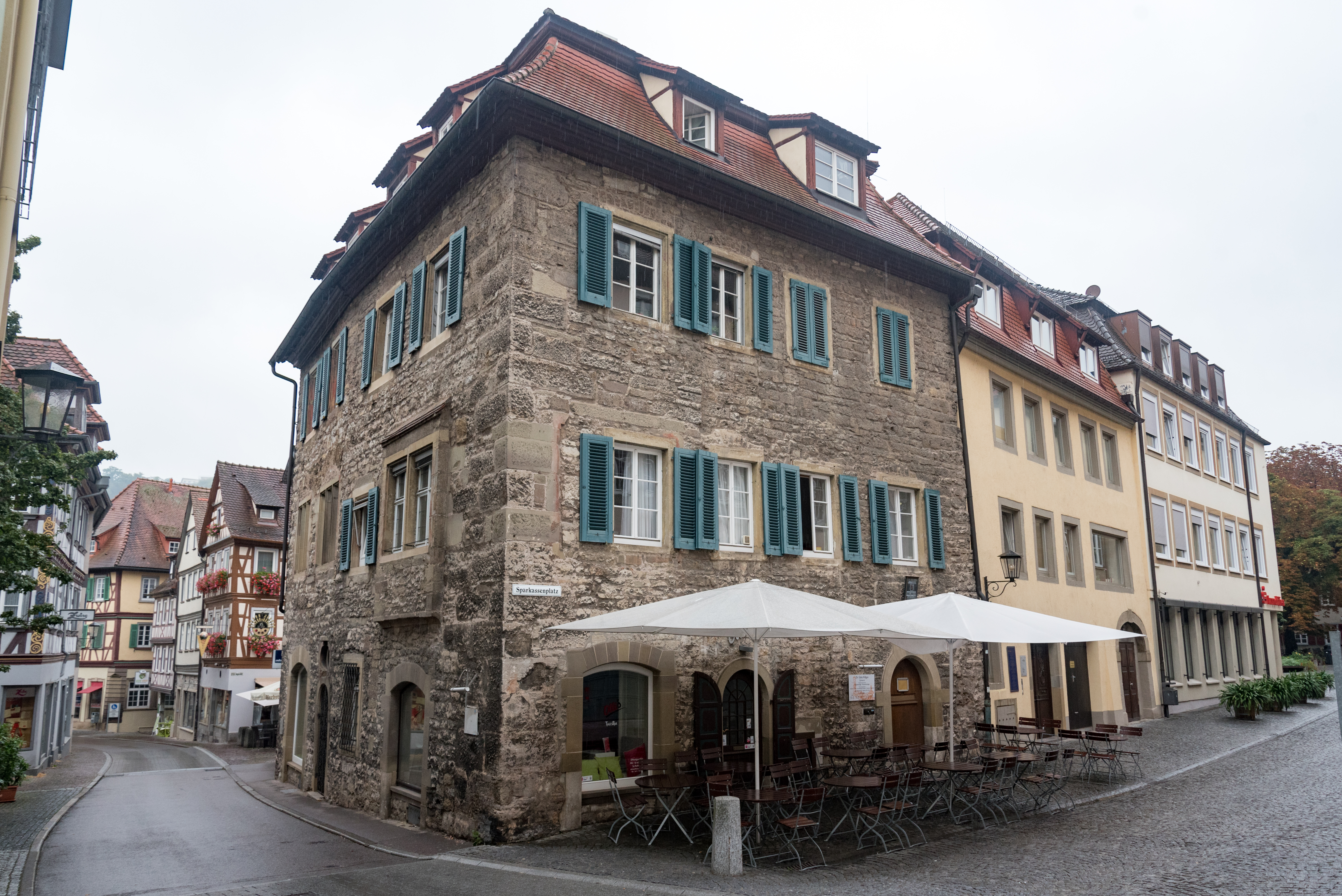
Die Siedersburg 2016 an der Ecke Sparkassenplatz/Haalstraße

Siedersburg. Ansicht der Brandstätte 1728.

Die Siedersburg ist ein mittelalterlicher Adelsturm in Schwäbisch Hall, Sparkassenplatz 9 und Haalstraße 4. Vor dem großen Stadtbrand von 1728 hatte das Gebäude die Anschrift: Haalgasse Nr. 207.

## Geschichte
Sie ist eine der „Sieben Burgen“ von Hall. Diese waren nach der Gründungslegende die ersten Bauwerke der mittelalterlichen Siedlung und bildeten die Amtssitze der adligen Vorsteher von Ort und Saline, samt deren Wohnungen.
Dies waren:
- die Salzgrafenburg, oder Burg Hall; Sitz des Salzgrafen, heute der Standort der Hauptkirche St. Michael.
- die Schultheißenburg; Sitz des Schultheißen
- die Münzmeisterburg; Sitz des Münzmeisters
- die Sulmeisterburg; Sitz des Sulmeisters, dem Aufseher über die Saline.
- die Feurerburg; Sitz des Feurers, dem Aufseher für das Feuerholz der Saline.
- die Keßlerburg; Sitz des Keßlers, dem Aufseher über die Schmiede und Pfannen.
- die Siedersburg; Sitz des Sieders, welcher den Siedknechten vorstand.

Diese Ämter gingen im Laufe der Zeit zu Erb, wurden also von der einen Generation auf die nächste weitervermacht. Aus den ursprünglichen Amtstiteln wurden Familiennamen der jeweiligen Amtsinhaber. Lediglich die früheren Salzgrafen nannten sich, davon abweichend, von Hall.
Das Bauwerk war also ursprünglich der Amtssitz des Sieders, nach welchem sich die Stadtadelsfamilie Sieder benannte und die dieses Amt lange Zeit innehatte. Laut Rudolph Friedrich von Mosers Beschreibung des Oberamts Hall waren die Sieder eines der „Sieben-Burgen-Geschlechter“ von Hall.
Belegt ist der Familienname seit 1390. Träger des Namens sind auch als Richter und Schultheiße der Reichsstadt genannt. 1503 ist die Familie in Hall erloschen.

## Das Haus heute
Heute ist der Profanbau ein dreigeschossiges, im Kern romanisches Steinhaus und befindet sich in privater Nutzung für Geschäfte und Wohnungen.
Von der ursprünglichen Siedersburg sind die elf Meter hohen und ungefähr einen Meter dicken Wände erhalten. Nach dem Stadtbrand von 1728 wurde das Gebäude barock umgestaltet.
Das Gebäude zählt zu den Schwäbisch Haller Gebäuden unter Denkmalschutz.